# Jineologie
Jineologie (Kurdisch (Kurmancî) jineolojî), die „Wissenschaft der Frauen“, auch bekannt als Kurdischer Feminismus, ist eine Form des Feminismus, die von dem Anführer der Arbeiterpartei Kurdistans (PKK) Abdullah Öcalan und deren Dachorganisation Koma Civakên Kurdistan (KCK), befürwortet wird. Es ist auch einer der politischen Grundsätze in der kurdischen Selbstverwaltungszone in Nord- und Ostsyrien („Rojava“).

## Grundannahmen
Öcalan äußerte, dass ein Land nur dann frei sei, wenn Frauen frei seien, und dass der Grad der Freiheit der Frauen auch den Grad der Freiheit in der Gesellschaft definiere. Die Women’s Liberation Ideology der PKK sieht in der Jineologie einen fundamentalen wissenschaftlichen Begriff, der die Lücken, die die aktuellen Gesellschaftswissenschaften nicht schließen könnten, schließe. Jineologie wäre auf dem Prinzip entwickelt, dass ohne die Freiheit der Frauen eine Gesellschaft sich nicht frei nennen könne.

## Wortherkunft
Auf Kurdisch bedeutet das Wort jin „Frau“, aber es hat auch den Wortstamm jiyan, was „Leben“ bedeutet. Das Wort wurde erstmals von Öcalan in seinem Buch Soziologie der Freiheit verwendet.

## Politische Praxis, Folgen

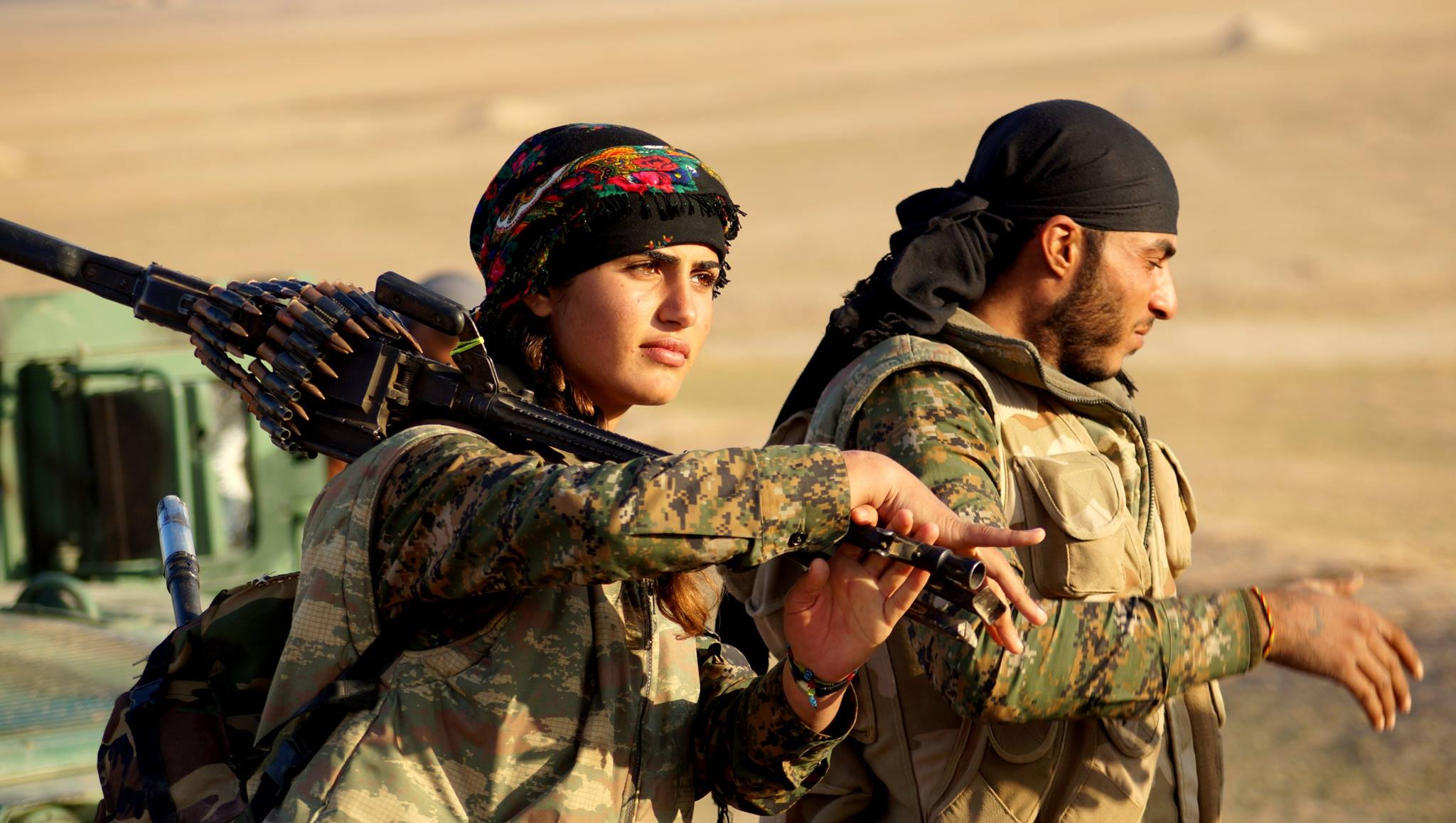
Asia Ramazan Antar, kurdische Feministin und YPJ-Kämpferin

Die Frauenquote in der kurdischen Miliz YPG, die im Konflikt um Rojava gegen den Islamischen Staat (IS), gegen die türkischen Streitkräfte und gegen die von der Türkei unterstützten FSA kämpfen, beträgt 40 %. Frauen kämpfen sowohl mit Männern in den Volksverteidigungseinheiten (YPG) als auch in ihren eigenen Frauenverteidigungseinheiten (YPJ). Bei der YPJ studieren Frauen die politischen Theorien von Öcalan, auf dessen Ideologie die Gründung der Gruppe basiert. Es besteht auch eine politische Geschlechtergleichheit, was in der Praxis bedeutet, dass die Gemeinderäte in den von der PYD kontrollierten Gebiete in Syrien zu mindestens 40 % aus Frauen bestehen und dass alle Führungspositionen in Politik, Universitäten, bei der Polizei und dem Militär sowohl von einem Mann als auch einer Frau belegt werden.
In der Türkei praktizieren die politischen Parteien HDP und BDP diese politische Gleichstellung der Geschlechter. Beide Parteien haben einen Mann und eine Frau als Co-Vorsitzende.
Jineologie ist einer der Kurse, die an der Frauenakademie der Kongreya Star angeboten werden. Jineologie wird in kurdischen Gemeinschaftszentren in der Türkei und in Syrien unterrichtet, wo Frauen über die Befreiung der Frauen und über Selbstverteidigung (in Bezug auf Ehrenmorde, Vergewaltigungen und häuslicher Gewalt) unterrichtet werden, und wo weiblichen Opfern von häuslicher Gewalt geholfen wird. Jineologie wurde in den Lehrplan der Gymnasien in Afrin und Kobane aufgenommen.
Das kurdische Komitee der Jineologie ist ein Komitee von und für Frauen, das von der PKK gegründet wurde. Ziel ist es, Demokratie, Sozialismus, Ökologie und Feminismus zu schaffen.
Das Ziel der Jineologie, religiöse Regeln, die Frauen unterdrücken, abzuschaffen, sorgt in konservativen Kreisen der Türkei und Nordsyriens für Kontroversen.